# 모리모토역
모리모토역(일본어: 森本駅)은 일본 이시카와현 가나자와시에 있는 IR 이시카와 철도의 철도역이다.

## 역 구조
2면 3선 구조의 지상역으로, 역사는 선상 구조이다.

### 승강장
| 1 | ■ IR 이시카와 철도선 | 상행 | 가나자와 방면          |                         |
| 2 | ■ IR 이시카와 철도선 | 상행 | 가나자와 방면          | (특급 대피 열차가 사용) |
| 2 | ■ IR 이시카와 철도선 | 하행 | 다카오카 · 도야마 방면 | (특급 대피 열차가 사용) |
| 2 | ■ 나나오 선          | 하행 | 하쿠이 · 나나오 방면   | (특급 대피 열차가 사용) |
| 3 | ■ IR 이시카와 철도선 | 하행 | 다카오카 · 도야마 방면 |                         |
| 3 | ■ 나나오 선          | 하행 | 하쿠이 · 나나오 방면   |                         |

## 역세권 정보
- 국도 제359호선

## 역사
- 1911년 11월 1일: 일본국유철도 호쿠리쿠 본선 가나자와역 ~ 쓰바타 역 사이에 신설 개업.
- 1987년 4월 1일: 민영화에 따라 서일본 여객철도의 소속이 되었다.
- 2015년 3월 14일: 호쿠리쿠 신칸센의 연장 개통으로 IR 이시카와 철도의 소속이 되었다.
- 2017년 4월 15일: ICOCA 도입.[1]

## 인접역
| IR 이시카와 철도 ■ IR 이시카와 철도선 | IR 이시카와 철도 ■ IR 이시카와 철도선 | IR 이시카와 철도 ■ IR 이시카와 철도선 |
| ------------------------------------- | ------------------------------------- | ------------------------------------- |
| 히가시카나자와 가나자와 방면          | 보통                                  | 쓰바타 도야마 방면                    |